# 顧越
顧越（492年—569年），字允南，吳郡鹽官人，南北朝南梁、南陳官員與儒者。

## 生平
顧越的祖父顧道望是南齊的散騎侍郎，父親顧仲成則是南梁的司馬和豫章王府諮議參軍。由於地方設有鄉校，於是顧氏家族有許多儒學人物。顧越自小喪父，以勤勞刻苦自立，他聰明有口才，不分晝夜學習。成人後他到建康遊學，造訪儒者討論儒學，占星、音律、讖緯等深奧道理也學得精粹，當時的太子詹事周舍重視儒學，看到顧越就便覺得贊嘆詫異，命令侄子周弘正、周弘直和他深入交談，於是他的聲譽日益隆重。同時代的會稽賀文發學兼經史，與顧越名聲相等，因此建康稱他們作「發、越」。他最初任職揚州議曹史，兼官太子左率丞，又出南平元襄王蕭偉的王國右常侍，與賀文發一起入府，互相禮重；很快顧越轉為行參軍。大通年間，朝廷下詔飆勇將軍陳慶之送北魏北海王元顥回去北方，陳慶之請求顧越參與，其時陳慶之所向披靡，直至洛陽。不久元顥開始放任驕縱，上下離心，顧越預料他會失敗，稱病歸國；到彭城，陳慶之果然受挫失敗，顧越可以回來，時人稱他能看機會行事。回國後，他擔任安西將軍湘東王蕭繹的府參軍；及後梁武帝下旨寫新義，派儒生流通，他回到吳郡講學。顧越精通《詩經》，學問廣博，尤其擅長莊子、老子和與他人展開辯論，有時寫文章和書信；身高七尺三寸，樣子俊美。梁武帝曾在重雲殿親自講述老子，僕射徐勉舉出顧越說論義，他昂首說明，聲如洪鐘，容貌可觀，武帝大加讚賞，並擢升為中軍將軍宣城王蕭大器的記室參軍，不久轉為五經博士，仍然侍奉宣城王講學。
大同八年（542年），他轉安西將軍武陵王蕭紀的王府內中錄事參軍，很快改任遷府諮議。侯景之亂，顧越與沈文阿等人向東邊逃難，侯景曾幾次授與他爵位，但他誓不受命；承聖二年（553年），朝廷詔授宣惠將軍晉安王蕭方智的王府諮議參軍，領官國子博士，其後顧越以社會未平，無心做官而回鄉，隱居在武丘山，和吳興沈炯、同郡張種、會稽孔奐等人饮酒赋诗。紹泰元年（555年），再次獲徵任國子博士，到陳朝天嘉年間得詔令侍奉東宮講讀，除任東中郎將鄱陽王陳伯山的王府諮議參軍，十分優待。不久顧越領羽林監，遷轉為給事黃門侍郎，國子博士、依然負責侍讀。其時朝廷制度草創，對於禮儀的疑議多取用他的意見，每次在東宮侍講，皇太子陳伯宗都常虛心以禮接待。顧越以宮僚名流不多，太子仁弱，安成王陳頊又有篡位的跡象，因此心懷激憤，上奏改革，陳文帝非常感慨，但最後並未施行任何改革。陳伯宗即位為陳廢帝，拜他為散騎常侍，兼任中書舍人，仍然任官黃門侍郎，領天保博士，掌管儀禮，如同帝師入朝講授，非常尊寵。當時陳頊輔政，華皎舉兵謀反，顧越請假回鄉時被或陳頊誣陷煽動藩鎮，被免官。太建元年（569年），他在家中去世，虛歲七十七。
他的孫子顧胤是唐朝的起居郎，曾孫顧琮則是宰相。

## 引用
1. 1 2  《陳書·卷三十三·列傳第二十七》：顧越字允南，吳郡鹽官人也。所居新坡黃岡，世有鄉校，由是顧氏多儒學焉。
2. 1 2  《南史·卷七十一·列傳第六十一》：顧越字允南，吳郡鹽官人也。所居新阪黃岡，世有鄉校，由是顧氏多儒學焉。祖道望，齊散騎侍郎。父仲成，梁護軍司馬、豫章王府諮議參軍。家傳儒學，並專門教授。
3. ↑  《陳書·卷三十三·列傳第二十七》：越少孤，以勤苦自立，聰慧有口辯，說毛氏詩，傍通異義，梁太子詹事周捨甚賞之。
4. ↑  《南史·卷七十一·列傳第六十一》：越幼明慧，有口辯，勵精學業，不舍晝夜。弱冠遊學都下，通儒碩學，必造門質疑，討論無倦。至於微言玄旨，九章七曜，音律圖緯，咸盡其精微。時太子詹事周舍以儒學見重，名知人，一見越，便相歎異，命與兄子弘正、弘直遊，厚為之談，由是聲譽日重。時又有會稽賀文發，學兼經史，與越名相埒，故都下謂之發、越焉。
5. ↑  《陳書·卷三十三·列傳第二十七》：解褐揚州議曹史，兼太子左率丞。越於義理精明，尤善持論，與會稽賀文發俱為梁南平王偉所重，引為賓客。尋補五經博士。
6. ↑  《南史·卷七十一·列傳第六十一》：初為南平元襄王偉國右常侍，與文發俱入府，並見禮重。尋轉行參軍。大通中，詔飆勇將軍陳慶之送魏北海王顥還北主魏，慶之請越參其軍事。時慶之所向克捷，直至洛陽。既而顥遂肆驕縱，又上下離心，越料其必敗，以疾得歸。裁至彭城，慶之果見摧衄，越竟得先反，時稱其見機。及至，除安西湘東王府參軍。及武帝撰制旨新義，選諸儒在所流通，遣越還吳，敷揚講說。越遍該經藝，深明毛詩，傍通異義。特善莊、老，尤長論難，兼工綴文，閑尺牘。長七尺三寸，美鬚眉。武帝嘗於重雲殿自講老子，僕射徐勉舉越論義，越抗首而請，音響若鍾，容止可觀，帝深讚美之。由是擢為中軍宣城王記室參軍，尋除五經博士，仍令侍宣城王講。
7. ↑  《南史·卷七十一·列傳第六十一》：大同八年，轉安西武陵王府內中錄事參軍，尋遷府諮議。及侯景之亂，越與同志沈文阿等逃難東歸，賊黨數授以爵位，越誓不受命。承聖二年，詔授宣惠晉安王府諮議參軍，領國子博士。越以世路未平，無心仕進，因歸鄉，棲隱于武丘山，與吳興沈炯、同郡張種、會稽孔奐等，每為文會。
8. ↑  《陳書·卷三十三·列傳第二十七》：紹泰元年，遷國子博士。世祖即位，除鄱陽王諮議參軍，侍東宮讀。世祖以越篤老，厚遇之，除給事黃門侍郎，又領國子博士，侍讀如故。廢帝嗣立，除通直散騎常侍、中書舍人。華皎之構逆也，越在東陽，或譖之於高宗，言其有異志，詔下獄，因坐免。太建元年卒於家，時年七十八。
9. ↑  《南史·卷七十一·列傳第六十一》：紹泰元年，復徵為國子博士。陳天嘉中，詔侍東宮讀。除東中郎鄱陽王府諮議參軍，甚見優禮。尋領羽林監，遷給事黃門侍郎，國子博士、侍讀如故。時朝廷草創，疑議多所取決，咸見施用。每侍講東宮，皇太子常虛己禮接。越以宮僚未盡時彥，且太子仁弱，宣帝有奪宗之兆，內懷憤激，乃上疏曰：「臣梁世薄宦，祿不代耕。季年板蕩，竄身窮穀。幸屬聖期，得奉昌運。朝廷以臣微涉藝學，遠垂徵引，擢臣以貴仕，資臣以厚秩，二宮恩遇，有異凡流。木石知感，犬馬識養，臣獨何人，罔懷報德。伏惟皇太子天下之本，養善春宮，臣陪侍經籍，於今五載。如愚所見，多有曠官，輔弼丞疑，未極時選。至如文宗學府，廉潔正人，當趨奉龍樓，晨遊夕論，恒聞前聖格言，往賢政道。如此，則非僻之語，無從而入。臣年事侵迫，非有邀求，政是懷此不言，則為有負明聖。敢奏狂瞽，願留中不泄。」疏奏，帝深感焉，而竟不能改革。及廢帝即位，拜散騎常侍，兼中書舍人，黃門侍郎如故。領天保博士，掌儀禮，猶為帝師，入講授，甚見尊寵。時宣帝輔政，華皎舉兵不從，越因請假東還。或譖之宣帝，言越將扇動蕃鎮，遂免官。太建元年，卒於家，年七十七。
10. ↑  《舊唐書·卷七十三·列傳第二十三》：顧胤者，蘇州吳人也。祖越，陳給事黃門侍郎。父覽，隋秘書學士。胤，永徽中歷遷起居郎，兼修國史。……子琮，長安中為天官侍郎、同鳳閣鸞台平章事。

## 延伸阅读
[在维基数据编辑]
 《陳書·卷33》，出自姚思廉《陳書》